# اوتکیر سلطانوف
اوتکیر سلطانوف (به روسی: Уткир Тухтамурадович Султанов) سیاستمدار و نخست وزیر سابق ازبکستان بود. وی بین سالهای ۱۹۹۵ تا ۲۰۰۳ به عنوان نخست وزیر ازبکستان مشغول به کار بوده است.